# Бульбуенте
Бульбуенте (ісп. Bulbuente) — муніципалітет в Іспанії, у складі автономної спільноти Арагон, у провінції Сарагоса. Населення — 248 осіб (2010).
Муніципалітет розташований на відстані близько 240 км на північний схід від Мадрида, 65 км на захід від Сарагоси.

## Демографія
Динаміка населення (INE ):

## Галерея зображень

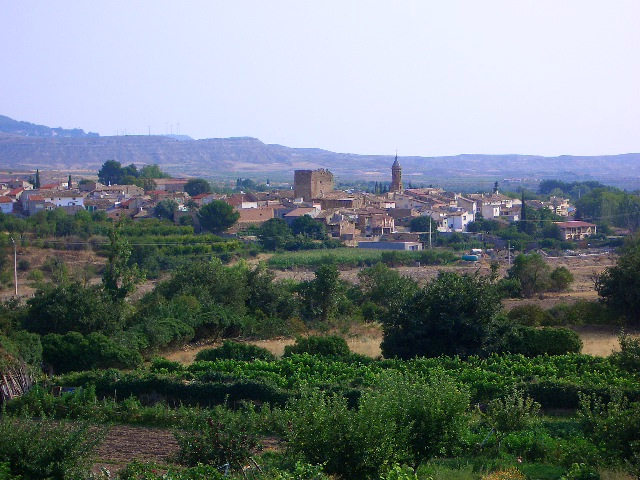
Панорама
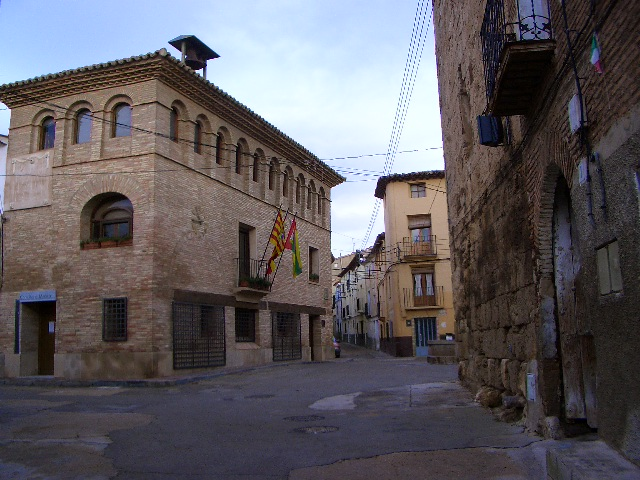
Муніципальна рада